# Prima battaglia di Aboukir
La battaglia terrestre di Abukir (o Aboukir o Abu Qir) venne combattuta dall'esercito francese e dalle forze ottomane il 25 luglio del 1799. Di ritorno dalla campagna in Siria, le forze francesi sgominarono le armate ottomane giunte in Egitto da Rodi.

## Nome della battaglia
Ci si riferisce a questo scontro con il nome di prima battaglia di Aboukir in quanto si tratta della prima battaglia terrestre avvenuta in tale luogo durante la campagna d'Egitto.
In precedenza, nel 1798, si era svolta una celebre battaglia navale (altrimenti nota come battaglia del Nilo), nella quale l'ammiraglio inglese Horatio Nelson riuscì a distruggere la flotta francese, ancorata nella baia. Vi sarà poi una seconda battaglia terrestre ad Aboukir, vinta dagli inglesi nel 1801.
Secondo François Furet e Denis Richet, in realtà la battaglia decisiva si svolse nei pressi di Alessandria, ma i francesi la chiamarono la "battaglia di Abu Qir" (o Aboukir) proprio per vendicare la precedente sconfitta del 1-3 agosto del 1798.

## Antefatti
La battaglia si svolse nel corso della campagna d’Egitto. Un paio di settimane prima una flotta da trasporto turca, scortata dalla squadra navale inglese del commodoro sir William Sidney Smith, sbarcò nella rada di Aboukir più di 15 000 soldati turchi (l'armata di Rodi), al comando di Mustafà Pascià, che si impadronirono del porto e della città e ne assediarono la fortezza, presieduta da una guarnigione francese.
Napoleone apprese dello sbarco mentre si trovava al Cairo, dopo la sfortunata campagna di Siria. Partì immediatamente per Abukir con un esercito di circa 10 000 uomini, ordinando al generale Jean-Baptiste Kléber di ricongiungersi a lui con la cavalleria ad Abukir. Giunse lì la notte del 23 luglio.

## La battaglia

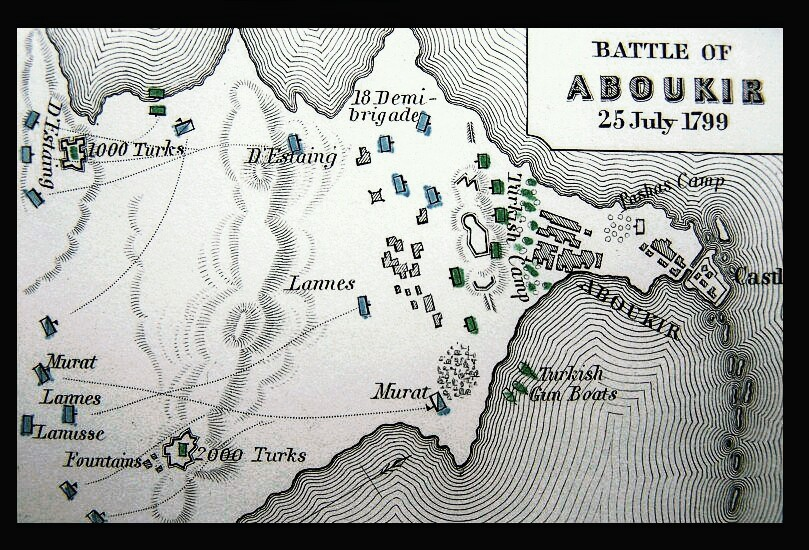
Schema della battaglia

Giunto sul posto ed appreso che i turchi non avevano ancora potuto sbarcare i cavalli, Napoleone diede battaglia: lo scontro fu assai cruento e si risolse con l'intervento deciso dei cavalleggeri di Gioacchino Murat (il futuro cognato di Napoleone rimase ferito ad una guancia) che travolsero le difese turche.

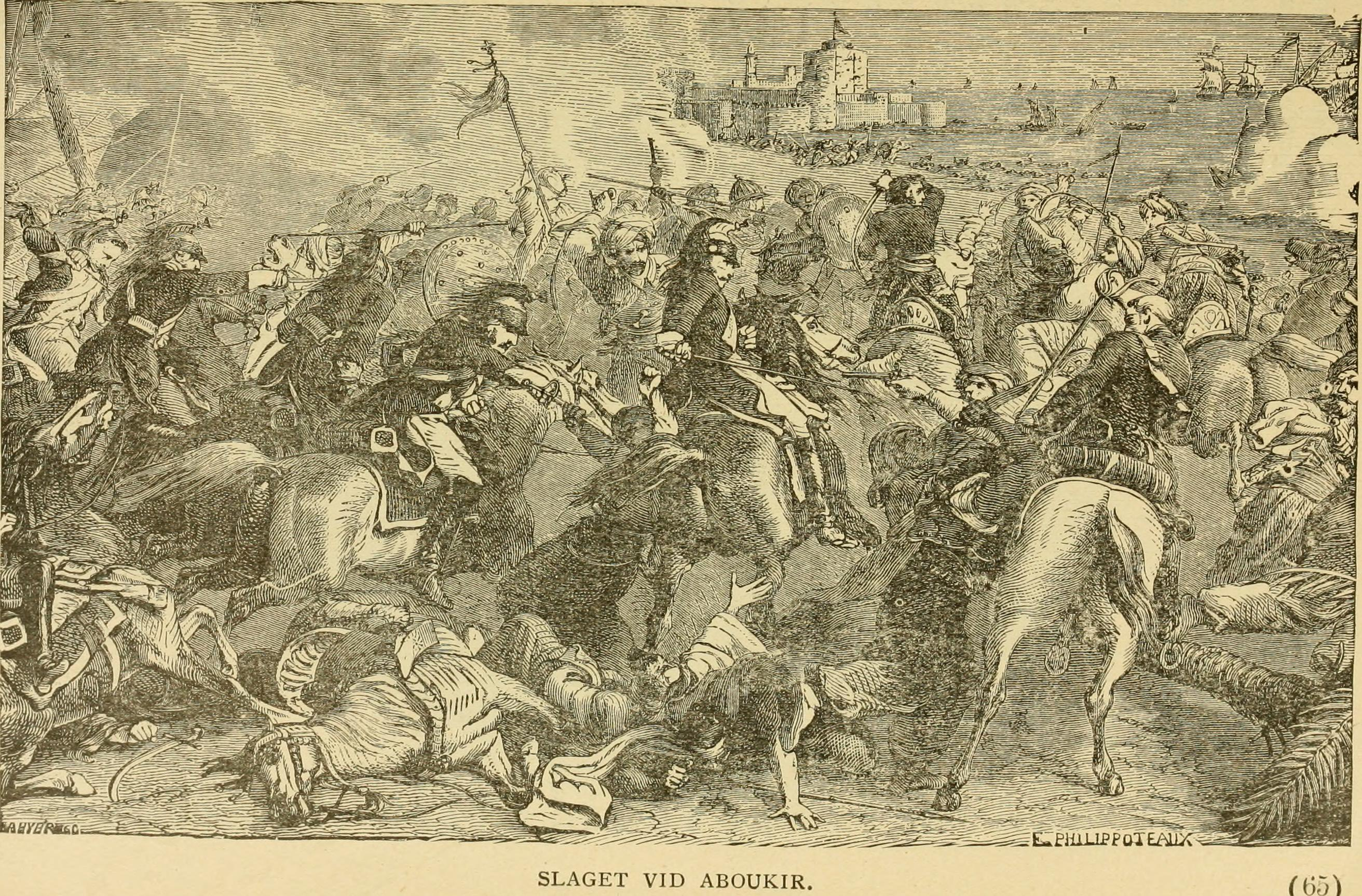
Carica della cavalleria francese ad Aboukir

I francesi, dopo aver appreso che i loro compagni di guardia al forte di Aboukir erano stati decapitati, decisero che avrebbero fatto ben pochi prigionieri. Per la maggior parte, i turchi furono costretti a fuggire in mare da Lannes, Kléber e Murat, dove morirono annegati.

## Conseguenze
Più di duemila turchi, asserragliati nel castello di Aboukir, furono assediati e presi per fame nei giorni successivi. In una settimana, l'esercito ottomano fu completamente distrutto.
Quella di Aboukir fu l'ultima battaglia di Napoleone in terra d'Africa: meno di un mese dopo si sarebbe imbarcato per la Francia, lasciando il comando dell'armata d'Oriente al generale Kléber.